# Willis "Gator" Jackson
Willis "Gator" Jackson (Miami, Florida, 25 de abril de 1932 - Nueva York, 25 de octubre de 1987) fue un saxofonista tenor y soprano de jazz estadounidense.
En 1947, con sólo quince años, inició su carrera profesional mientras proseguía sus estudios de música (que incluían piano y clarinete). Se incorporó a la big band de Cootie Williams al comenzar la década de 1950, aunque pronto formó su propia banda, con la que realizó grabaciones orientándose hacia el rhythm and blues y el funky, tocando con Brother Jack McDuff y Pat Martino, entre otros. Después realizó múltiples giras acompañando a la cantante Ruth Brown, con la que estaba casado, realizando una gira europea en 1980.
Muy influido en su estilo por Illinois Jacquet, y con un swing enérgico y ardiente, Jackson era capaz, como indica el Diccionario del Jazz de Carles, Clergeat & Comolli, de lo mejor y de lo peor, esto último cuando se hacía acompañar por orquestas de poca calidad.